# Bulgarije op de Olympische Winterspelen 1964
Tijdens de Olympische Winterspelen van 1964, die in Innsbruck (Oostenrijk) werden gehouden, nam Bulgarije voor de zesde keer deel.

## Deelnemers en resultaten

### Alpineskiën
| Olympiër      | Discipline       | Resultaat | Prestatie                           |
| ------------- | ---------------- | --------- | ----------------------------------- |
| Petar Angelov | afdaling (m)     | 60e       | 2.43,32 (+25,16)                    |
| Petar Angelov | reuzenslalom (m) | 49e       | 2.11,71 (+25,00)                    |
| Petar Angelov | slalom (m)       | dnq       | niet geplaatst voor finalewedstrijd |

### Langlaufen
| Olympiër                                       | Discipline           | Resultaat | Prestatie                                         |
| ---------------------------------------------- | -------------------- | --------- | ------------------------------------------------- |
| Stefan Mitkov                                  | 15 km (m)            | 43e       | 57.05,0 (+6.10,9)                                 |
| Stefan Mitkov                                  | 30 km (m)            | 37e       | 1:42.13,2 (+11.22,5)                              |
| Stefan Mitkov                                  | 50 km (m)            | 25e       | 3:01.13,7 (+17.21,1)                              |
| Borislav Otsjoesjki                            | 15 km (m)            | dnf       | opgave                                            |
| Borislav Otsjoesjki                            | 30 km (m)            | 49e       | 1:44.00,1 (+13.09,4)                              |
| Borislav Otsjoesjki                            | 50 km (m)            | 32e       | 3:08.18,7 (+24.26,1)                              |
|                                                |                      |           |                                                   |
| Roza Dimova                                    | 10 km (v)            | 22e       | 46.53,1 (+6.28,8)                                 |
| Nadezjda Michajlova                            | 5 km (v)             | 28e       | 21.18,9 (+3.28,4)                                 |
| Nadezjda Michajlova                            | 10 km (v)            | 28e       | 47.45,2 (+7.20,9)                                 |
| Krastana Stojeva                               | 5 km (v)             | 13e       | 19.11,2 (+1.20,7)                                 |
| Krastana Stojeva                               | 10 km (v)            | 26e       | 47.39,2 (+7.14,9)                                 |
| Nadezjda Vasileva                              | 5 km (v)             | 21e       | 20.24,2 (+2.33,7)                                 |
| Nadezjda Vasileva                              | 10 km (v)            | 20e       | 46.10,8 (+5.46,5)                                 |
| Roza Dimova Nadezjda Vasileva Krastana Stojeva | 3x5 km estafette (v) | 5e        | 1:06.40,4 (+7.20,2) (24.41,4 / 21.27,1 / 20.31,9) |

Argentinië · Australië · België · Bulgarije · Canada · Chili · Denemarken · Duits eenheidsteam · Finland · Frankrijk · Griekenland · Groot-Brittannië · Hongarije · IJsland · India · Iran · Italië · Japan · Joegoslavië · Libanon · Liechtenstein · Mongolië · Nederland ·  Noord-Korea · Noorwegen · Oostenrijk · Polen · Roemenië · Sovjet-Unie · Spanje · Tsjecho-Slowakije · Turkije · Verenigde Staten · Zuid-Korea · Zweden · Zwitserland